# Lepanus bidentatus
Lepanus bidentatus är en skalbaggsart som beskrevs av Wilson 1922. Lepanus bidentatus ingår i släktet Lepanus och familjen bladhorningar. Inga underarter finns listade i Catalogue of Life.